# Finneas O'Connell
Finneas Baird O’Connell také známý jako Finneas (* 30. července 1997 Los Angeles) je americký herec, zpěvák, hudební skladatel a hudební producent. Vydal několik vlastních písní a také napsal hudbu pro jiné zpěváky, včetně své sestry Billie Eilish. Jako herec je známý především svou roli Alistaira v televizním seriálu Glee. V roce 2011 ztvárnil postavu Spencera v seriálu Zkažená úča. Opakovaně se objevoval v seriálu Taková moderní rodinka a hrál ve dvou epizodách seriálu Aquarius.